# Katarzyna Romanowa (1691–1733)
Katarzyna Iwanowna Romanowa (ros. Екате́рина Ива́новна lub Иоа́нновна; ur. 29 października 1691, zm. 14 czerwca 1733) – carówna rosyjska, córka Iwana V i Praskowii Sałtykowej, księżna Meklemburgii w latach 1716–1728 jako żona Karola Leopolda, babka cesarza Iwana VI.

## Życiorys

### Pochodzenie
Urodziła się jako trzecia córka (pierwsza, która przeżyła dzieciństwo) cara Iwana V i jego żony Praskowii Sałtykowej. Miała dwie młodsze siostry: Annę i Praskowię. Z uwagi na upośledzenie jej ojca realną władzę w kraju sprawowała jego siostra Zofia, a po jej upadku w 1689 r. ich przyrodni brat Piotr Wielki. Pojawiły się plotki, jakoby biologicznym ojcem Katarzyny i jej sióstr był kochanek carycy Wasilij Juszkowow. Car Iwan zmarł w styczniu 1696 r.

### Małżeństwo i potomstwo
Katarzyna była opisywana jako piękna niewysoka brunetka o bladej cerze. Była ulubienicą swojej matki, która nazywała ją dziką księżną. Z woli stryja wyszła za mąż 8 kwietnia 1716 roku w Gdańsku za Karola Leopolda, księcia Meklenburgii-Schwerin. Poprzez to małżeństwo stworzono polityczny sojusz między Rosją i Meklemburgią przeciwko Szwecji, który był korzystny ze względu na ówczesną politykę cara.
Małżeństwo było nieszczęśliwe, a Karol często bił żonę. Był sadystą i miał skłonności do nadużywania alkoholu.
Z tego związku urodziła się jedna córka:
- Anna Leopoldowna (1718-1746), regentka Rosji w latach 1740–1741 w imieniu swego syna Iwana VI.

Warunki, w których żyły księżna i księżniczka zaniepokoiły Praskowię Sałtykową. Rosyjscy dyplomaci stwierdzili, że Katarzyna i jej córka nie mają dworu a zajmują jedynie brudną sypialnię. Caryca-wdowa stawiła się za córką u Piotra Wielkiego i uzyskała zgodę na opuszczenie Meklemburgii przez Katarzynę.

### Sprawa sukcesji tronu
Po śmierci Piotra II w 1730 roku Katarzynę, najstarszą z córek Iwana V, uznano za naturalną dziedziczkę tronu. Najwyższa Tajna Rada ze względu na niechęć do Karola Leopolda odrzuciła jej kandydaturę i cesarzową została młodszą siostra Katarzyny Anna. Katarzyna, którą podejrzewano o spiskowanie z wrogami cesarzowej, została poddana ścisłemu nadzorowi na rozkaz swojej siostry. W 1732 r. córka Katarzyny została uznana za spadkobierczynię tronu swojej ciotki a ściślej – za matkę przyszłego cesarza. Rok później przeszła na prawosławie i otrzymała imiona Anna Leopoldowna.

### Śmierć i dziedzictwo
Katarzyna zmarła 14 czerwca 1733 r.
Losy jej córki i wnuków były tragiczne: Anna po roku sprawowania regencji została obalona przez Elżbietę Piotrowną i skazana na zesłanie wraz z mężem i dziećmi (w tym cesarzem Iwanem VI). Zmarła w 1746 r. w wieku niespełna 28 lat jako więzień zamku w Chołmogorach. Iwan VI od 1756 r. przebywał w bardzo surowych warunkach w Twierdzy Szlisselburskiej, gdzie został zamordowany w 1764 r..